# 托馬拉

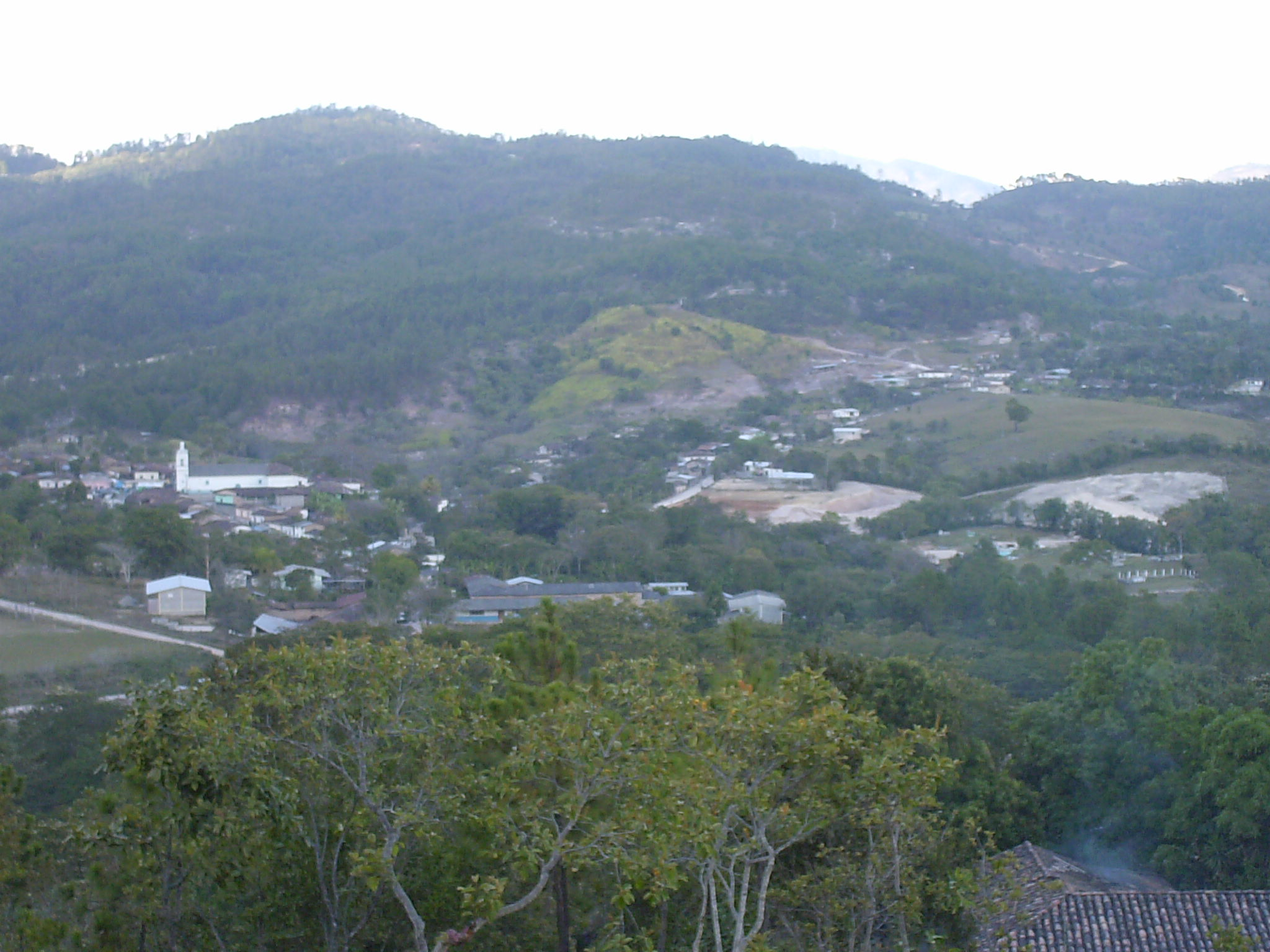

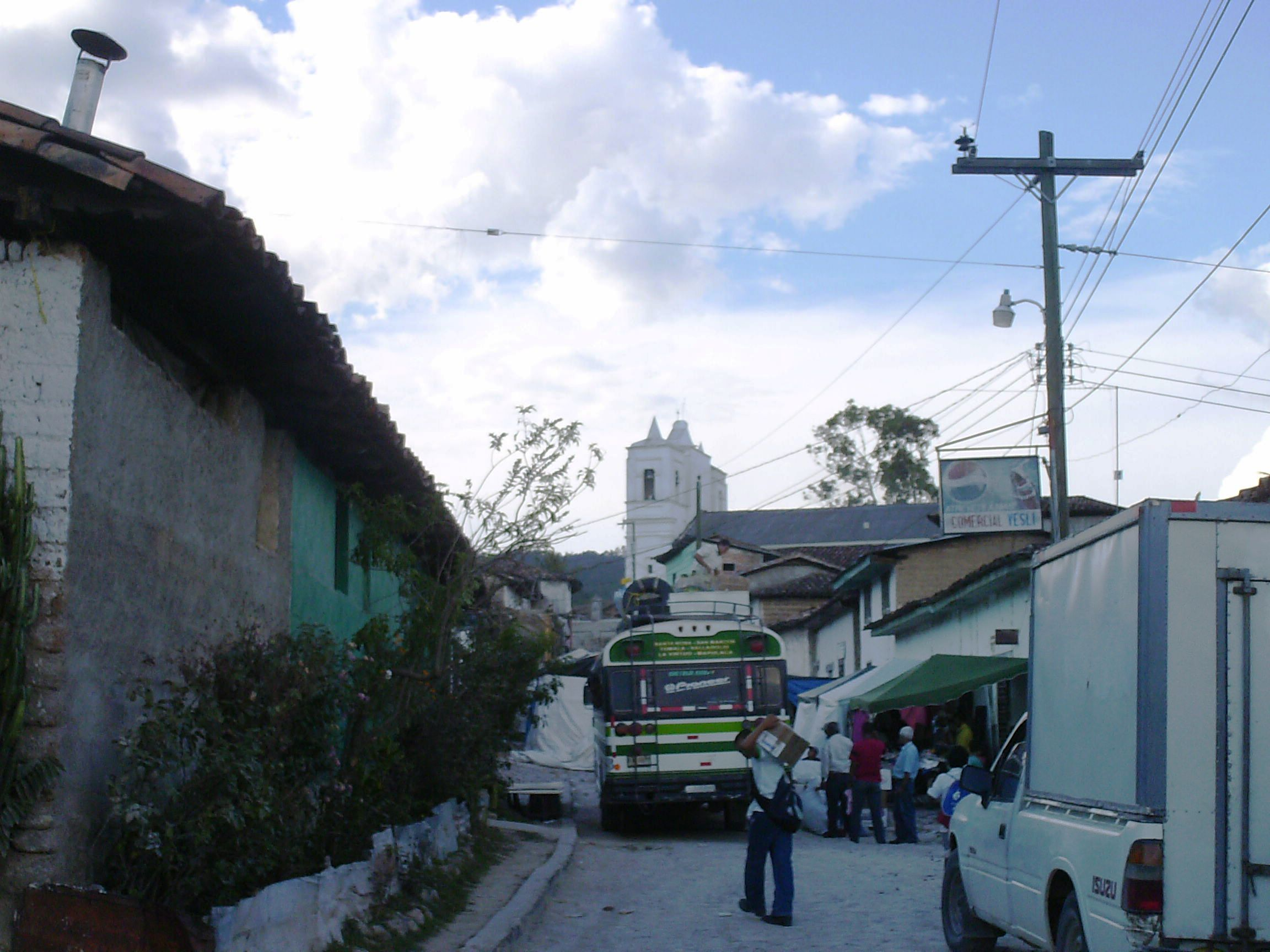

托馬拉（西班牙語：Tomalá），是洪都拉斯的城鎮，位於該國西南部，由倫皮拉省負責管轄，始建於1889年，面積47.9平方公里，海拔高度1,127米，2001年人口5,176，人口密度每平方公里108.06人。
14°13′N 88°47′W / 14.217°N 88.783°W